# 驻极体
駐極体（又稱永電體，日语：或電石）是一种自身帶有電荷的介電材料，且電荷近乎於永久存在於。

驻极体可以只带有单一电荷，也可以带有等量的异号电荷。驻极体带有单一电荷的时候，例如正电荷，则其电场方向由自身指向无穷远或者等效的无穷远处；带有等量异号电荷的驻极体通过内部的电荷对的相同指向，可以形成等效的两端分别带正负电荷的物体，此种情形下驻极体与磁铁非常相似。
早期的制作驻极体的方法是在强电场中融化蜡，在熔融状态下蜡的一部分内部电荷对发生定向排列；在保持外电场的情形下降温使蜡凝固从而“冻结”电荷对形成带等量异号电荷的驻极体，这种方法制作的驻极体寿命在十年左右。